# Приклонский, Михаил Васильевич (общественный деятель)
Михаил (Елевферий) Васильевич Приклонский (1728—1794) — директор Московского университета в 1771—1784 годах. Действительный статский советник.

## Биография
Родился 8 (19) декабря 1728 года. Происходил из старинного дворянского рода Приклонских. Его отец — полковник Василий Иванович (12.04.1682—8.07.1739), дед — провиантмейстер в Твери Иван Михайлович (11.10.1652—10.05.1705).
При рождении имел имя Елевферий.  Родился и в детстве проживали в имении отца села Никольское с братьями: Приклонский Иван Васильевич(31.10.1731-07.07.1777)(погиб, бездетный) и Приклонский Никита Васильевич(1736-?)(имел сына Приклонского Тимофея Никитина(1783-1850) священослужителя).
В 14-летнем возрасте был записан на военную службу, но оставил её через шесть лет.
В 1761—1762 годах в качестве депутата от дворян Нижегородской губернии был делегирован в «Комиссию о сочинении нового Уложения». С 1763 года был коллежским советником в Герольдмейстерской конторе Правительствующего Сената, от которой в 1767 году вновь был делегирован в Комиссию по Уложению.
После ухода с поста директора Московского университета М. М. Хераскова в мае 1770 года обязанности директора до февраля 1771 года исполнял вице-директор А. А. Тейльс, и только 17 февраля 1771 года куратор И. И. Мелиссино представил университетской Конференции статского советника М. В. Приклонского в качестве нового директора Московского университета. Этот пост М. В. Приклонский занимал до 1784 года. Главными достижениями периода его 13-летнего руководства считаются «Представление» профессоров в Правительствующий Сенат «О нуждах и недостатках Московского университета», в котором обосновывались необходимость увеличения бюджета университета и целесообразность его перемещения на Воробьёвы горы, и организация научного общества «Вольное российское собрание». По повелению императрицы Екатерины II Приклонский ввёл в Московском университете преподавание татарского языка (в 1778 издана татарская азбука). Способствовал (в 1777) восстановлению студенческого театра, который представил зрителям одну из трагедий А. П. Сумарокова. Приклонский был назначен (в январе 1779) куратором М. М. Херасковым «главноначальствующим» над только что созданным Московском университетским благородным пансионом. В мае 1779 он сдал Н. И. Новикову в аренду университетскую типографию на срок до 1788, а также книжную лавку и газету «Московские ведомости».
В 1781 году был произведён в действительные статские советники. В середине 1784 года вышел в отставку.
Детей небыло.
Умер 6 (17) декабря 1794 года. 
Жена, Анна Ивановна (Дубровская), умерла 11 февраля 1810 года на 83-м году жизни.